# Libro di Malachia
Il Libro di Malachia (ebraico מלאכי, mal'aki; greco Μαλαχίας, malachías; latino Malachias) è un testo contenuto nella Bibbia ebraica (Tanakh) e cristiana.
È scritto in ebraico e la redazione del libro è avvenuta in Giudea attorno al 480-460 a.C.
È composto da tre capitoli e contiene vari oracoli del profeta Malachia contenenti esortazioni al culto a Dio e contro l'infedeltà idolatrica.

## Periodo di composizione
Il libro fu scritto in epoca persianica dopo l’inaugurazione del secondo tempio (515 a. C.) e prima delle riforme intraprese da Esdra e Neemia (458-430 a. C.).
Si stima che il libro fu redatto attorno al 480-460 a.C. Nel II sec. a. C. il libro del Siracide conferma l’esistenza completa del Libro dei dodici Profeti minori (cf 49,10).

## Autore
Si discute se sia esistito davvero un profeta di nome Malachia che fosse l’autore del libro. Malachia come nome di persona non si trova altrove nella Bibbia, potrebbe essere semplicemente un nome comune con suffisso nominale (mal’khì, per mezzo del mio messaggero) richiamando alla figura del messaggero in 3,1. Secondo una tradizione rabbinica appoggiata da San Girolamo l’autore del libro sarebbe Esdra, gli studiosi attualmente non ritengono plausibile quest’ipotesi. 

## Struttura
Il libro è suddiviso in sei unità letterarie inserite tra il titolo (1,1) e l’epilogo (3,22-24). Il libro si distingue per la sua struttura dialogica come procedura giuridica della controversia bilaterale. 
1. La prima controversia (1,2-5) tratta del rifiuto da parte del popolo di Israele dell’amore di elezione di Dio.
2. La seconda (1,6-2,9) è rivolta contro i sacerdoti e le loro gravi negligenze nel culto e nell’insegnamento.
3. La terza (2,10-16) accusa la pratica del divorzio facile e l’adulterio.
4. La quarta (2,17-3,5) tratta delle ingiustizie sociali.
5. La quinta (3,6-12) mostra la negligenza verso l’offerta delle decime e delle primizie previste dalla legge.
6. La sesta (3,13-21) rivolge l’attenzione sul senso dell’obbedienza e della fedeltà al Dio di Israele.

## Testi conservati
Il manoscritto originale di questo libro è andato perduto, così come le copie di molti secoli. I più antichi manoscritti sopravvissuti contenenti una parte o tutto il libro in ebraico appartengono alla tradizione del Testo Masoretico, che comprende il Codex Cairensis (895), il Giornale dei Profeti di Pietroburgo (916), il Codice di Aleppo (X secolo) e il Codice di Leningrado (1008) Frammenti contenenti parti di questo libro sono stati trovati anche tra i Rotoli del Mar Morto 4Q76 (150-125 a.C.) e 4Q78 (75-50 a.C.).
Esiste anche la traduzione in greco Septuaginta, realizzata negli ultimi secoli a.C.. I manoscritti antichi esistenti della versione della Septuaginta comprendono il Codex Vaticanus (IV secolo), il Codex Sinaiticus (IV secolo), il Codex Alexandrinus (V secolo) e il Codex Marchalianus (VI secolo).

## Temi teologici
Il problema principale trattato nel libro del profeta Malachia riguarda la fedeltà all’alleanza tra Dio e il popolo di Israele. Nonostante il ritorno dall’esilio babilonese (538 a.C.) e la riedificazione del secondo Tempio (515 a.C.) presto il popolo si dimostra infedele, vive una profonda crisi spirituale non vedendo il Messia annunciato e nessun altro segno. Il profeta chiamato Malachia accusa tutto il popolo compresi i sacerdoti dell’aver rifiutato l’amore di Dio, del trascurare il culto, l’insegnamento, la giustizia sociale e la fedeltà nel matrimonio (vedi Struttura). Viene annunciato dunque l’arrivo del messaggero (3,1) che prepara la via davanti al Signore che entrerà nel suo tempio e purificherà i figli di Levi (3,3) e farà sì che l’offerta sarà gradita (3,4) e ristabilirà la giustizia sociale (3,5). Nella conclusione del libro e allo stesso tempo di tutto l'Antico Testamento viene annunciato l’arrivo del profeta Elia (3,23) che "convertirà il cuore dei padri verso i figli e il cuore dei figli verso i padri" ( cf. 3,24). La tradizione cristiana riconosce in Giovanni Battista "l'Elia che deve venire", sulla base delle parole di Gesù Cristo stesso (cf. Mt 11,15).